# Javier Fragoso
Gonzalo Javier Fragoso Rodríguez (Città del Messico, 19 aprile 1942 – Cuernavaca, 28 dicembre 2014) è stato un calciatore messicano, di ruolo centrocampista.

## Carriera

### Club
Durante la sua carriera ha giocato con varie squadre di club, tra cui l'América, in cui ha militato dal 1962 al 1970.

### Nazionale
Ha anche rappresentato la Nazionale messicana, con cui ha disputato i campionati mondiali del 1966 in Inghilterra e del 1970 in patria, edizione in cui ha realizzato una rete nel successo su El Salvador.